# Šiauliai
Šiauliai er den fjerdefolkerigeste by i Litauen med et indbyggertal på 120.934(2011) beliggende i det nordlige af landet. Byen er hovedsæde i Šiauliai apskritis, Šiauliai bykommune og Šiauliai distriktskommune.
Šiauliai grundlæggelse dateres til den 22. september 1236, hvor byen er omtalt i forbindelse med slaget ved Saule. På dagen afholdes der hvert år "fødselsdag", en byfest, der strækker sig over flere dage.
Šiauliais beboere kaldes šiauliškiais eller šiauliečiais. De fleste af indbyggerne stammer fra det nordvestlige Aukštaitija: de taler således ikke den lokale Žemaitiske dialekt, men derimod en vestlig udgave af Aukštaitisk

## Navn på andre sprog
Šiauliai kaldes også Saulės miestas (dansk: ~ Solbyen) på litauisk. På andre sprog hedder Šiauliai: Žemaitisk dialekt Šiaulē, jiddisch: שאַוול tr. Shavel, litauisk: Saule eller Sauli (moderne), russisk: Шавли eller Шяуляй, tr. Shaulyai - (moderne), tysk: Schaulen og polsk: Szawle.

## Geografi
Šiauliai er med et areal på 81 km2 en af de arealmæssigt mindre kommuner i Litauen, men samtidigt en af kommunerne med største befolkningstæthed. Bykommunen er omkranset af Šiauliai distriktskommune. Šiauliai er en af de få kommuner i Litauen, der ikke er opdelt i seniūnijos (dansk: ~ bydele). Byen udgør 60 % af kommunens areal, de grønne områder udgør 23 % eller 19 km2, og vandområder udgør 16 % eller 13 km2. De grønne områder består blandt andet af parkerne Rėkyvos miško parkas (446,6 ha) Talšos parkas (119,1 ha) og Salduvės parkas (84,3 ha), som kun ligger få hundrede meter fra centrum på bredden af Talša sø (56,2 ha); andre søer er Rėkyva sø (1179 ha) og Ginkūnai sø (16,6 ha).

### Beliggenhed
Šiauliais ligger omkring 214 km nordvest for den litauiske hovedstad Vilnius og 128 km sydvest for den lettiske hovedstad Riga. Afstanden til Kaunas er 142 km, afstanden til Klaipeda er 165 km, og afstanden til Kaliningrad er 250 km.
Šiauliais tidlige udvikling som den vigtigste by i det nordlige Litauen skyldes den gunstige beliggenhed på bredden af Talsi søen, hvor handelsruterne krydsede. Da der senere blev bygget en vej mellem Riga og Tilsit i Østpreussen og jernbane fra Liepāja til Ukraine, udviklede byen sig hastigt som industriby.
Det samlede byområde er på ca. 81 km2, de grønne områder er på ca. 19 km2, og vandområderne er på ca. 13 km2.
I centrum af byen er højden over havet 128,4 m, Rėkyvos søs vandstand er 129,8 m over havet, Talsos søs vandstand er 103 m over havet, og Salduvės-bakken er 149,7 m over havet.

### Klima
Šiauliai har fastlandsklima iflg. Köppens klimaklassificering. Den gennemsnitlige temperatur i januar er -7 °C i juli er den 16 °C. Den gennemsnitlige nedbørsmængde er 538,5 mm årligt.
I 1942 havde Šiauliai et årligt temperaturgennemsnit på 3,6 °C, den laveste gennemsnitstemperatur registreret i Litauen.

## Historie

### 1200-tallet til 1600-tallet
Den Liviske Orden omtalte allerede Šiauliai i sine skifter i 1200-tallet som Soule, Saulia og Saulen. På stedet havde litauiske-žemaitiske styrker en forsvarspost mod den Tyske Ordens og Den Liviske Ordens utallige angreb. Dagen for slaget ved Saule, det såkaldte "Solslag" (litauisk: Saulės mūšis dansk: "Solslaget"), den 22. september 1236, der fandt sted ikke langt fra Šiauliai, betragtes som datoen for grundlæggelse byen. Ved slaget påførte litauisk-žemaitiske styrker Den Liviske Orden et knusende nederlag. De næste to århundreder blev Šiauliai betragtet som den vigtigste by i Šiauliai-området "Solskinslandet", som området siden da blev kaldt.
Efter slaget ved Grunwald (1410), der var endnu et knusende nederlag for den Tyske Orden, ophørte ordenens overfald, og Šiauliai udviklede sig til et landbrugssamfund. I 1445 blev den første trækirke bygget i byen. I 1500-tallet blev byen administrativt center i området. Den 11. juni 1524 blev Siauliais navn nævnt i et brev fra storfyrste Žygimantas Senasis (1467 – 1548). Iflg. brevet lægges Siauliai ind under bispedømmet i Vilnus under biskop Jonui. I 1555 indtegnedes Sovli (Siauliai) på Kasparas Henenbergeris' (tysk: Caspar Hennebergs) kort over Europa, og i 1589 fik Šiauliai byrettigheder i overensstemmelse med Magdeburgretten.
Trækirken blev i 1634 erstattet med en murstenskirke, Šiauliai Domkirke, i centrum. Byens økonomiske betydning udvikledes hurtigt på grund af den gunstige beliggenhed ved de krydsende handelsruter, som løb nordøst om det žemaitiske højland, på vandskellet mellem floderne Venta, Dubysa og Musa. Talsi søens bred blev et naturligt hvilested på den rute. I 1636 oprettedes Šiauliųs markedsplads i det historiske centrum på den nuværende Prisikėlimo aikštė. Kort efter i 1600-tallet blev byen hærget "Syndfloden", den litauiske betegnelse for svenskernes angreb på den polsk-litauiske realunion under Karl X Gustav, og i 1700-tallet hærgedes Šiauliai af epidemisk byldepest, der reducerede befolkningstallet kraftigt.

### 1700-tallet til 1800-tallet
Æren for byens genopblomstring tilskrives Antoni Tyzenhaus (1733 – 1785), der, efter et bondeoprør på kronens ejendomme i det nordlige Litauen, påbegyndte radikale økonomiske og byplansreformer. Han besluttede at renovere byen efter klassicistiske ideer. Den første byplan havde været tilfældig, med et radialt udstrålende gadenet, men Tyzenhaus besluttede at bygge byen om efter en formel, geometrisk byplan. Šiauliai voksede til en veludviklet by, med flere fornemme murstensbygninger. I 1791 bekræftede Storfyrste Stanislovas Augustas Poniatovskis (1732 – 1798) Šiauliais byrettigheder og tildelte byen et våbenskjold, som var delt i tre felter, der afbildede en bjørn, symbolet på Žemaitija, "Guds altseende øje" og en rød tyr, symbolet for Poniatovskis' familie. Det nuværende våbenskjold er en moderne version af dette våbenskjold.
Efter delingen af den polsk-litauiske realunion i 1795 blev Šiauliai en del af det Russiske Kejserrige, hovedby i Šiauliai distrikt (uyezd) i Kovno guvernement, og fik nyt våbenskjold. Byen voksede og blev et vigtigt uddannelses- og kulturcenter. I 1836-1858 blev vejen, der forbinder Riga og Tilsit (nu Sovjetsk i Kaliningrad oblast), bygget: I 1871 blev jernbanen, der forbinder Liepāja i Letland med Romny (ukrainsk: Ромни) i Ukraine, bygget. Med den centrale placering i Litauens infrastruktur udvikledes industrien i Šiauliai hurtigt. I 1897 var Šiauliai den tredjestørste by i Litauen med en befolkning på omkring 16.000. En stor del af indvandrerne var jøder, og i 1909 udgjorde det jødiske samfund 56,4 % af indbyggerne. Chaim Frenkel, der ejede det største garveri i det russiske imperium, var bosiddende i Šiauliai, og byen var kendt for sin omfattende læderindustri.

### 1. verdenskrig
Under 1. verdenskrig blev omkring 65 % af bygningerne brændt ned, og byens centrum blev ødelagt. Efter krigen og reetablering af Litauen voksede betydningen af Šiauliai. Før Klaipėda blev en del af Litauen i 1923, var byen Litauens andenstørste by. I 1929 blev centrum genopbygget, og moderne forsyningsvirksomheder blev oprettet: der kom gadelys, offentlig transport, telefon- og telegrafforbindelser, vandforsyningsnet og kloakering.

### 1920- 1939
De første år efter Litauens uafhængighedserklæring var vanskelige for byen. Industrien mistede sine markeder i Rusland, og det var nødvendigt at finde nye kunder i Vesteuropa. I 1932 blev jernbanen til Klaipėda bygget, som forbandt byen med de vestlige markeder. I 1938 producerede byen omkring 85 % af Litauens læder, 60 % af fodtøj, 75 % af hørfibre, 35 % af slik. Kulturen blomstrede, mange nye tidsskrifter udkom, nye skoler og universitetet oprettedes og et bibliotek, et teater og et museum blev åbnet.

### 2. verdenskrig
I 1939 var en fjerdedel af byens befolkning jødisk. Šiauliai blev besat tyske soldater den 26. juni 1941. Ifølge en af de jødiske overlevende fra Šiauliai, Nesse Godin, blev omkring 1000 mennesker skudt i nærliggende skov i løbet af de første uger af besættelsen efter at have været tvunget til at grave deres egen grav. Der var to ghettoer i omegnen af Siauliai, en i Kaukas og en i Traku. Under 2. verdenskrig blev næsten hele den jødiske befolkning myrdet, i 1939 var der 8.000 jødiske indbyggere i 1945 var der 500, samtidigt var omkring 80 % af bygningerne i byen blevet ødelagt.

## Demografi

### Historisk udvikling
Šiauliai havde en befolkningstilvækst i mellemkrigsårene på 47 % eller mere end 10.000. Fra 1939 til 1945 faldt befolkningstallet med 40 % eller mere end 12.500, blandt andet som følge af henrettelse af 7.500 jøder. Fra 1945 til 1989 havde byen en befolkningstilvækst på 666 % eller mere end 126.500 som resultat af den omfattende industriudvikling. Siden Litauens selvstændighed er befolkningstallet faldet med næsten 17 % eller næsten 25.000 som følge af faldende levestandard og dermed faldende fødselstal og udvandring til bl.a. EU.
| Demografisk udvikling i Šiauliai fra 1923 til 2011 |        |         |        |        |         |        |         |         |         |         |         |         |
| år                                                 | 1923   | 1931    | 1939   | 1945   | 1959    | 1970   | 1979    | 1989    | 2001    | 2006    | 2009    | 2011    |
| befolkning                                         | 21.387 | 23.249  | 31.641 | 19.000 | 59.700  | 92.375 | 118.724 | 145.629 | 133.883 | 129.037 | 126.215 | 120.934 |
| tilvækst %                                         | -      | + 8,7 % | + 34 % | - 40 % | + 214 % | + 54 % | + 28 %  | + 22 %  | - 8 %   | - 3 %   | - 2 %   | - 4 %   |
| Noter: 1. 2. 3. 4. 5.                              |        |         |        |        |         |        |         |         |         |         |         |         |

### Fordelt på religiøst tilhørsforhold
| Tilhørsforhold oplyst ved folketællingen 2001 |              |                  |                       |             |                |             |                  |       |
| Romerskkatolsk                                | Ikke troende | Russisk ortodoks | Russisk gammeltroende | Lutheranere | Jehovas Vidner | Pinsekirken | Reformerte kirke | Andre |
| 99.085                                        | 20.595       | 3.441            | 584                   | 378         | 339            | 186         | 170              | 329   |
| Noter: 1. 2. 3.                               |              |                  |                       |             |                |             |                  |       |

## Sport
Šiauliai har to kvindefodboldklubber, der spiller i den kvinde bedste litauiske række, FC Gintra (mestre i 1999, 2000, 2003, 2005, 2006, 2007, 2008, 2009, 2010, 2011, 2012, 2013, 2014, 2015, 2016, 2017 og 2018).
Šiauliai har to fodboldakademi, der spiller i den Pirma lyga, FA Šiauliai.

## Venskabsbyer
Šiauliai har 10 venskabsbyer:
| - Fredericia, Danmark(1993) - Pärnu, Estland(1992) - Etten-Leur, Holland(1992) - Baranovichi, Hviderusland(2001) | - Jelgava, Letland(1990) - Czestochowa, Polen(1995) - Kaliningrad, Rusland(2003) | - Kristianstad, Sverige(1990) - Khmelnickij Arkiveret 29. marts 2018 hos Wayback Machine, Ukraine(2001) - Omaha, USA(1996) |